# NOCTURNE No.9
「NOCTURNE No.9」（ノクターン・ナンバーナイン）は、布袋寅泰の楽曲である。2003年8月27日に東芝EMIより25枚目のシングルとして発売された。

## 解説
9thアルバム『DOBERMAN』の先行シングルで、2曲とも同作に収録されている。
PVの監督は中野裕之。

## 収録曲
| 全作曲・編曲: 布袋寅泰。 |                           |           |            |      |
| #                        | タイトル                  | 作詞      | 作曲・編曲 | 時間 |
| 1.                       | 「NOCTURNE No.9」         | 布袋寅泰  | 布袋寅泰   | 4:27 |
| 2.                       | 「GREAT ESCAPE」          | 吉田修一  | 布袋寅泰   | 4:15 |
| 3.                       | 「NOCTURNE No.9 (inst.)」 |           | 布袋寅泰   | 4:26 |
| 4.                       | 「GREAT ESCAPE (inst.)」  |           | 布袋寅泰   | 4:13 |
| 合計時間:                | 合計時間:                 | 合計時間: | 17:21      |      |

## 曲解説
1. NOCTURNE No.9
『GuitarFreaks V』および『DrumMania V』提供曲。
アルバム『DOBERMAN』には、シンセサイザーのイントロが追加されたアルバム・バージョンで収録され、シングル・バージョンはベスト・アルバム『ALL TIME SUPER BEST』でアルバム初収録となった。
2. GREAT ESCAPE
アルバム『DOBERMAN』には、「グレイト・エスケイプ」と改題されて収録された。
3. NOCTURNE No.9 (inst.)
4. GREAT ESCAPE (inst.)

## 収録アルバム

### NOCTURNE No.9
- オリジナル『DOBERMAN』
- ベスト『ALL TIME SUPER BEST』
- ベスト『51 Emotions -the best for the future-』

### GREAT ESCAPE
- オリジナル『DOBERMAN』
- ライブ『布袋寅泰 ライブ in 武道館』